# جيمس طومسون (مساح)
كان جيمس طومسون (1789-6 أكتوبر 1872) مساحًا أمريكيًا أنشأ أول بلات في شيكاغو. وُلد طومسون في ساوث كارولينا، وانتقل إلى مدينة كاساسكيا في جنوب إلينوي عندما كان شابا وعاش في المنطقة لبقية حياته، وعمل في المقام الأول مساحًا. تم تعيينه لبناء مستوطنات في نهايات قناة إلينوي وميتشيغان المقترحة في شمال إلينوي؛ أكمل بلات شيكاغو، المستوطنة في الطرف الشرقي، في 4 أغسطس 1830. بعد الانتهاء من مسحه لشيكاغو، ثم عاد إلى منطقة Kaskaskia ورفض عرضًا للأرض في شيكاغو لصالح الدفع النقدي. بالإضافة إلى أعمال المسح، شغل مناصب مختلفة مثل قاضي الوصايا ومفوض المقاطعة والضابط في ميليشيا إلينوي أثناء حرب بلاك هوك.
تظهر شيكاغو على خرائط من القرن السابع عشر وكان يسكنها أشخاص غير أصليين منذ أواخر القرن الثامن عشر. حددت لوحة طومسون الموقع المرتبط بكلمة «شيكاغو»، والتي كانت تستخدم سابقًا في أماكن مختلفة حول الشاطئ الجنوبي الغربي لبحيرة ميشيغان، وسمحت لسكان المنطقة بالحصول على سند قانوني لممتلكاتهم. تم تصنيع ملحقات بلات طومسون في السنوات التالية حيث شهدت شيكاغو توسعًا سريعًا. تأسست شيكاغو كمدينة في عام 1833 وكمدينة في عام 1837 مع استمرار النمو، وبحلول عام 1890 بلغ عدد سكانها أكثر من مليون نسمة وكانت ثاني أكبر مدينة في الولايات المتحدة من حيث عدد السكان. تم إحياء ذكرى طومسون عدة مرات في تاريخ شيكاغو. أعطته مدينة شيكاغو نصبًا تذكاريًا لقبره، الذي كان في الأصل بدون علامات، في عام 1917.

### بلات شيكاغو

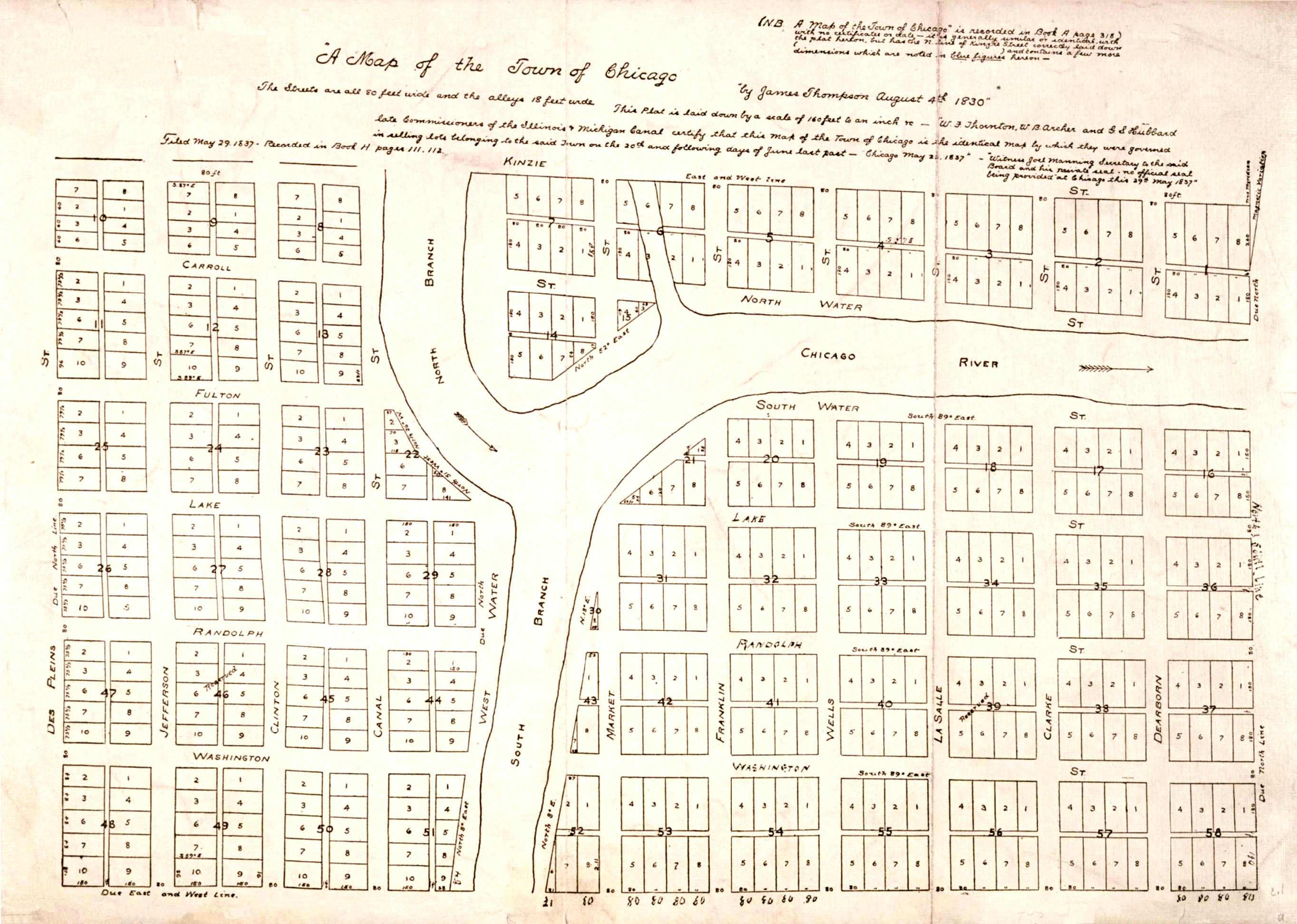
طبق طومسون في شيكاغو